# Henri Vallette
Ne doit pas être confondu avec Henri Valette.
Pour les articles homonymes, voir Vallette.
 (novembre 2021).
Si vous disposez d'ouvrages ou d'articles de référence ou si vous connaissez des sites web de qualité traitant du thème abordé ici, merci de compléter l'article en donnant les références utiles à sa vérifiabilité et en les liant à la section « Notes et références ».
Henri Vallette, né le 16 septembre 1877 à Bâle en Suisse et mort le 18 mai 1962 dans le 14e arrondissement de Paris, est un sculpteur animalier suisse, installé à Paris dès 1907 et enseignant à l'École nationale supérieure des arts décoratifs à partir de 1929.

## Biographie
Henri Vallette naît le 16 septembre 1877 à Bâle, en Suisse du mariage de Oscar Vallette et Anna Françoise Amélie Bonnet. Il est le cinquième d'une fratrie de six enfants. Son père est pasteur suffragant à l’Église française de Bâle (1870-1877) et pasteur de l'Église de la Confession d'Augsbourg.
Il passe sa jeunesse à Montpellier et entame une licence de  lettres option langues vivantes (bilingue allemand) et honore une année de service militaire. À partir de 1900, à la suite de sa rencontre avec Eugène Burnand, il se spécialise dans la sculpture des animaux de campagne et du quotidien et entre comme élève dans l’atelier parisien du sculpteur Jean Dampt qui sera d'ailleurs témoin de son mariage. Il rencontre également un certain Louis de Monard avec qui il tisse un fort lien d'amitié.
Le 18 juillet 1907, il se marie avec Cécile Adèle Dieterlen, fille d’un pasteur missionnaire au Lesotho, à la mairie du 6e arrondissement de Paris. De ce mariage naissent trois enfants : Laure (1908), Catherine (1912) et Claude (1914).
Lors de la grande guerre, il est affecté à son unité le 5 août 1914, d’abord en garnison, puis rejoint le front en décembre 1915 avec le grade de sous-lieutenant au 41e d'Infanterie. Il reste 28 mois dans les tranchées, et participe à la Bataille de Verdun (1917) et au chemin des Dames (1917).
En 1929 il est nommé professeur de sculpture à l’École nationale supérieure des arts décoratifs.

## Œuvres notables
- Buste de Paul Valéry,1926, bibliothèque Paul-Doucet.
- Les merlots, Bronze, collection privée[3].
- Le daim, Bronze, collection privée.
- Le coq, Bronze, collection privée.
- Le chat couché, 1929, Bronze, centre Georges-Pompidou.
- Le monument aux mères, square Ferdinand-Brunot, 14ème arrondissement de Paris.
- Monument aux morts de Nogent-le-Rotrou.